# Тавакачево
Тавакачево (баш. Тәүәкәс) — деревня в Тавакачевском сельсовете Архангельского района Республики Башкортостан России.

## Географическое положение
Расстояние до:
- районного центра (Архангельское): 10 км,
- ближайшей железнодорожной станции (Приуралье): 3 км.

Находится на левом берегу реки Инзер.

## История
Деревню Тавакачево основал Тауакас Иманов. Он жил в 1729—1816 гг. Его детей и правнуков можно узнать по записям 17 ревизии. Старший сын Барак жил в 1769—1845 годах. Дети Барака: Асылгужа, Кузабай, Мырзабай, близнецы Кунаккол и Куксара родились в 1773 году. Из их имен образованы многие фамилии. В 1813 году из д. Карламан в д. Тавакачево переехала семья Магазовых. По сведениям 1834 года, жители, в основном, занимались скотоводством. Есть сведения, что в 1795 году имелось 17 домов, в 1816 году стояло 22 дома, в 1896 располагалось 78 домов.

## Население
| 2002 | 2009 | 2010 |
| ---- | ---- | ---- |
| 554  | ↗623 | ↘594 |

Согласно переписи 2002 года, преобладающая национальность — башкиры (95 %).

## Религия
В селе есть мечеть.